# Adobe OnLocation
Adobe OnLocation (dawniej Serious Magic DV Rack) to program do bezpośredniego nagrywania na dysk i oprogramowania monitorującego. Obsługuje on też dodawanie metadanych zapisanych treści.
Był początkowo rozwijany przez Serious Magic Inc., we wrześniu 2004 roku, która została przejęta przez firmę Adobe Systems w roku 2006. Adobe OnLocation nie jest dostępny jako samodzielny produkt i może być uzyskany jedynie z programem Adobe Premiere Pro CS5, Adobe Production Premium CS5 lub Adobe Master Collection CS5. Począwszy od wersji CS4, OnLocation jest dostępny dla systemów Windows i Macintosh z procesorami Intel Computers Mac OSX. Poprzednie wersje były prowadzone tylko dla systemu Windows.